# Héctor Rivas
Héctor Enrique Rivas Brito (Caracas, Venezuela, 27 de septiembre de 1968) es un exfutbolista y entrenador venezolano que actualmente dirige las categorías juveniles del Marítimo de La Guaira de la Segunda División de Venezuela. Jugaba como defensa y su último equipo fue el Deportivo Italchacao de la Primera División de Venezuela. Es a su vez padre del también jugador Wilkinson Rivas.

## Trayectoria
Debutó en 1986 con el Club Sport Marítimo de Venezuela, equipo donde consiguió ganar cuatro campeonatos de primera división y dos copas de Venezuela. Con el Marítimo jugaría hasta 1995, cuando pasa a las filas del Deportivo Italchacao, donde finalizaría su carrera en 1998.
Como entrenador, dirigió a Tucanes de Amazonas.

## Selección nacional
Con la selección de fútbol de Venezuela debutaría el 26 de junio de 1987 en la derrota 5:0 ante Brasil en la Copa América de ese mismo año.
Con el equipo venezolano, jugó 23 juegos (por un gol marcado) entre 1987 y 1995. Fue incluido en las convocatorias para las Copas América de 1987, 1989 y 1995. Además, jugó nueve partidos de eliminatorias mundialistas entre 1990 y 1994.

## Palmarés
Club Sport Marítimo de Venezuela
- Primera División de Venezuela (4):
  - Campeón: 1986-87, 1987-88, 1989-90 y 1992-93.
  - Subcampeón: 1990-91 .

- Copa Venezuela (2):
  - Campeón: 1987 y 1989.